# Польное (Донецкая область)
Польное (укр. Пільне) — посёлок в Волновахском районе Донецкой области Украины.
Население по переписи 2001 года составляло 332 человека. Почтовый индекс — 85730. Телефонный код — 6244. Код КОАТУУ — 1421557202.

## Местный совет
85730, Донецька обл., Волноваський р-н, смт. Ольгинка, вул. Маяковського, 32  (укр.)